# Ematurgina axena
Ematurgina axena är en fjärilsart som beskrevs av Hans Ferdinand Emil Julius Stichel 1910. Ematurgina axena ingår i släktet Ematurgina och familjen Riodinidae. Inga underarter finns listade i Catalogue of Life.